# Tantilla briggsi
Tantilla briggsi este o specie de șerpi din genul Tantilla, familia Colubridae, descrisă de Savitzky și Smith 1971. Conform Catalogue of Life specia Tantilla briggsi nu are subspecii cunoscute.